# Hélder Baptista
Hélder Manuel Elias Domingos Baptista, noto semplicemente come Hélder Baptista (Torres Vedras, 18 agosto 1972), è un allenatore di calcio ed ex calciatore portoghese, di ruolo centrocampista.

## Palmarès

### Giocatore

#### Competizioni nazionali
- Coppa del Portogallo: 1

Boavista: 1996-1997
- Supercoppa di Portogallo: 1

Boavista: 1997